# Доріпенем
Доріпенем — синтетичний антибіотик з групи карбапенемів для парентерального застосування. Доріпенем розроблений японською компанією Shionogi Co. та уперше був зареєстрований у Японії у 2005 році. Подальші дослідження та маркетинг препарату проводить компанія Johnson & Johnson. Доріпенем був зареєстрований FDA у жовтні 2007 року.

## Фармакологічні властивості
Доріпенем — синтетичний антибіотик широкого спектра дії з групи карбапенемів. Препарат має бактерицидну дію, обумовлену порушенням синтезу клітинної стінки бактерій. До доріпенему чутливі такі мікроорганізми: стафілококи, стрептококи, клебсієли, сальмонелли, шиґели, Pseudomonas spp., Escherichia coli, Acinetobacter spp., Enterobacter spp., Citrobacter spp., Morganella morganii, Proteus spp., Providencia spp., Serratia spp., Bacteroides spp., Haemophilus influenzae, клостридії, Prevotella, пептостептококи. До препарату нечутливі метицилінрезистентні стафілококи, Enterococcus faecium, Stenotrophomonas maltophila, Burkholderia sepacia, віруси, хламідії, рикетсії, грибки. Доріпенем є найбільш активним антибіотиком із групи карбапенемів проти Pseudomonas aeruginosa.

### Фармакокінетика
Доріпенем швидко розподіляється в організмі після внутрішньовенного введення. Максимальна концентрація в плазмі крові досягається протягом 30 хвилин після внутрішньовенного введення. Препарат створює високі концентрації у більшості тканин та рідин організму. Доріпенем добре проникає в ретроперитонеальну рідину, матку, простату, жовчевий міхур, створює високу концентрацію в сечі. Немає даних за проникнення доріпенему через гематоенцефалічний бар'єр. Препарат проникає через плацентарний бар'єр та виділяється в грудне молоко. Доріпенем частково метаболізується в нирках ферментом дегідропептидазою І. Виводиться з організму препарат нирками, переважно в незміненому вигляді. Період напіввиведення антибіотику становить 1 година, у хворих з порушенням функції нирок цей час може зростати.

## Показання до застосування
Доріпенем застосовується при важких інфекціях, викликаних чутливими до препарату мікроорганізмами: госпітальні пневмонії (включно пов'язані з штучною вентиляцією легень), ускладнені інтраабдомінальні інфекції, ускладнені інфекції сечовидільних шляхів. Згідно з новими застереженнями, що були опубліковані FDA у 2014 році, доріпенем не рекомендований для лікування госпітальних пневмоній у зв'язку із підвищеним ризиком смертності у порівнянні з іншими карбапенемами. Доріпенем вважається і далі ефективним для лікування інтраабдомінальних інфекцій та ускладнених інфекцій сечовидільних шляхів.

## Побічна дія
При застосуванні доріпенему можливі такі побічні ефекти:
- Алергічні реакції — часто (1—10%) висипання на шкірі, свербіж шкіри; нечасто (0,1—1%) анафілактичний шок, синдром Лаєлла, синдром Стівенса-Джонсона.
- З боку травної системи — часто (1—10%) нудота, діарея, кандидоз ротової порожнини; нечасто (0,1—1%) псевдомембранозний коліт.
- З боку нервової системи — дуже часто (більше 10%) головний біль; нечасто (0,1—1%) судоми.
- З боку сечостатевої системи — часто (1—10%) кандидоз вульви.
- Зміни у лабораторних аналізах — часто (1—10%) підвищення рівня активності амінотрансфераз в крові; нечасто (0,1—1%) тромбоцитопенія, нейтропенія.
- Місцеві реакції — часто (1—10%) флебіт після внутрішньовенного введення.

## Протипокази
Доріпенем протипоказаний при підвищеній чутливості до β-лактамних антибіотиків. Препарат не застосовується у дітей до 18 років. З обережністю застосовується препарат під час вагітності. Під час лікування доріпенемом рекомендується припинити годування грудьми.

## Форми випуску
Доріпенем випускається у вигляді порошку в флаконах для ін'єкцій по 0,5 г.